# Yang Chin-Yi
Yang Chin-Yi est un haltérophile taïwanais né le 15 mai 1981.

## Carrière
Il est médaillé de bronze aux Jeux asiatiques de 2002 en moins de 56 kg.